# Зігфрід фон Вальденбург
Зігфрід Ганс Пауль Гюнтер фон Вальденбург (нім. Siegfried Hans Paul Günther von Waldenburg; 30 грудня 1898, Гросс-Ляйпе — 27 березня 1973, Ганновер) — німецький воєначальник, генерал-майор вермахту. Кавалер Лицарського хреста Залізного хреста.

## Біографія
15 липня 1916 року вступив в Імперську армію. Учасник Першої світової війни. 8 жовтня 1918 року взятий в полон британськими військами. 30 березня 1920 року звільнений і продовжив службу в рейхсвері. До початку Другої світової війни він займав посаду начальника оперативного відділу 6-ї піхотної дивізії. Пізніше він був начальником штабу 12-го корпусу (1940-41), а в листопаді 1941 року призначений заступником військового аташе в Римі. 17 квітня 1944 року прийняв командування 26-м моторизованим полком 24-ї танкової дивізії. З 19 вересня 1944 року — командир 116-ї танкової дивізії. Мало хто очікував, що молодий оберст зуміє добре командувати виснаженою дивізією, особливо з огляду на деморалізацію і безглуздість її штабу, а також нечисленність полків. Однак, незважаючи на вік і відносну нестачу досвіду командування, Вальденбург цілком впорався зі своїм завданням і навіть заслужив особисту подяку фюрера, що було рідкісною честю для офіцера Генерального штабу на п'ятому році війни. 15 квітня 1945 року взятий в полон союзниками. В 1947 році звільнений. В 1955 році жив в Ганновері.

## Звання
- Фанен-юнкер (15 липня 1916)
- Лейтенант без патенту (30 липня 1917)
- Оберлейтенант (1 лютого 1926)
- Ротмістр (1 травня 1933)
- Гауптман (1 жовтня 1933)
- Майор (1 жовтня 1936)
- Оберстлейтенант (1 березня 1940)
- Оберст Генштабу (1 лютого 1942)
- Генерал-майор (1 грудня 1944)

## Нагороди
- Залізний хрест 2-го і 1-го класу
- Нагрудний знак «За поранення» в сріблі
- Сілезький Орел 2-го ступеня
- Почесний хрест ветерана війни з мечами
- Пам'ятна військова медаль (Угорщина)
- Медаль за участь у Європейській війні (1915—1918) з мечами (Болгарія)
- Застібка до Залізного хреста
  - 2-го класу (28 жовтня 1939)
  - 1-го класу (10 червня 1940)
- Медаль «За зимову кампанію на Сході 1941/42» (8 липня 1942)
- Хрест Воєнних заслуг 2-го класу з мечами
- Відзначений у Вермахтберіхт (28 жовтня 1944)
- Почесна застібка на орденську стрічку для Сухопутних військ (27 листопада 1944)
- Сертифікат Пошани Головнокомандувача Сухопутних військ Вермахту (27 листопада 1944)
- Лицарський хрест Залізного хреста (9 грудня 1944)